# 金承斗
金 承斗（キム・スンドゥ、朝鮮語: 김승두、1958年3月1日 - ）は、朝鮮民主主義人民共和国の政治家。教育委員会委員長、朝鮮労働党中央委員会委員、朝鮮キューバ団結委員会委員長。

## 経歴
1958年に咸鏡南道で生まれた。生物学博士号を取得し、名誉称号としてアカデミー会員候補称号が授与されるなど、北朝鮮での生物学の権威として知られる。1983年から理科大学教員を務め、2000年に理科大学学長に昇進した。学長在職時には、英語教育を従来の文法中心から会話中心に切り替え、外国語教育の模範校に指定された。2012年2月に内閣副総理に昇進した金勇進の後任として教育委員会委員長に任命された。この背景には、教育分野での科学技術の強化のために、理工学の専門家である金承斗が任命されたとされる。同年5月には朝鮮キューバ団結委員会委員長に就任し、同年9月に最高人民会議第12期代議員に補選され、同年11月に国家体育指導委員会委員に就いた。2014年6月に朝鮮エジプト親善協会委員長に就任し、2016年5月9日に開催された朝鮮労働党第7次大会で朝鮮労働党中央委員会委員に選出された。2018年11月に訪朝したミゲル・ディアス＝カネル国家評議会議長と、金永南最高人民会議常任委員会委員長が会談した際に同席した。2019年4月11日に開催された最高人民会議第14期第1回会議で、教育委員会委員長に再任された。

## 参考サイト
- 북한정보포털

| \| 先代金勇進 \| 教育委員会委員長2012年 - \| 次代現職 \| |                          |          |
| 先代金勇進                                               | 教育委員会委員長2012年 - | 次代現職 |